# Силвер-Крик (Нью-Йорк)
Си́лвер-Кри́к (англ. Silver Creek) — деревня в округе Шатокуа штата Нью-Йорк, США. Население 2 896 человек (2000). Назван в честь протекающей через деревню реки (от англ. silver — серебряный и англ. creek — ручей).
Находится на берегу озера Эри.
Первое поселение на месте деревни появилось в 1803 году. До распространения железнодорожного сообщения деревня выполняла функцию одного из важнейших портов на озере Эри.
C 1968 года в сентябре в деревне проводится виноградная ярмарка, сопровождаемая парадами, выступлениями артистов и народными гуляньями.
Родина писателя-фантаста Роберта Янга.